# Hilario (football, 1905)
Pour les articles homonymes, voir Hilario.
Juan Marrero Pérez dit Hilario (né le 8 décembre 1905 à Las Palmas de Gran Canaria dans les Îles Canaries et mort en 1989) fut un joueur et entraîneur de football espagnol.

## Biographie
Au niveau international, il participe avec l'équipe d'Espagne à la coupe du monde 1934 en Italie.

## Carrière
- 1922-1925 : Porteño
- 1925-1928 : Victoria
- 1928-1931 : Deportivo La Corogne
- 1931-1936 : Real Madrid
- 1936-1939 : Valence CF
- 1939-1940 : FC Barcelone
- 1940-1942 : Deportivo La Corogne
- 1942-1943 : Elche CF